# Hemijana variegata
Hemijana variegata är en fjärilsart som beskrevs av Rothschild 1917. Hemijana variegata ingår i släktet Hemijana och familjen Eupterotidae. Inga underarter finns listade i Catalogue of Life.